# Max Boyes
Max Granville Boyes  (ur. 6 maja 1934 w Lincoln, zm. 2 maja 2022) – brytyjski lekkoatleta, płotkarz.
Podczas igrzysk olimpijskich w Rzymie (1960) odpadł w eliminacjach na 400 metrów przez płotki z czasem 52,1.
Złoty medalista mistrzostw Wielkiej Brytanii (AAA Championships) na tym dystansie (1960).

## Rekordy życiowe
- Bieg na 400 metrów przez płotki – 52,02y (1960)